# Prothema auratum brunipenne
Prothema auratum brunipenne es una subespecie de escarabajo longicornio del género Prothema, tribu Prothemini, subfamilia Cerambycinae. Fue descrita científicamente por Holzschuh en 2015.
La especie se mantiene activa durante los meses de abril, mayo, junio y agosto.

## Descripción
Mide 9,7-14,8 milímetros de longitud.

## Distribución
Se distribuye por India y Nepal.